# Болашак (стипендія)
Болашак (каз. болашақ - майбутнє) — міжнародна освітня стипендія першого Президента Республіки Казахстан Нурсултана Назарбаєва.
Мета програми - підготовка кадрів і фахівців для пріоритетних секторів економіки країни. Програма включає  здобуття наукового ступеня вищих навчальних закладів  і наукові та виробничі стажування в провідних компаніях і університетах світу.

## Історія
Міжнародна стипендія «Болашақ» заснована 5 листопада 1993 року Постановою Президента Республіки Казахстан Нурсултан Назарбаєва . На зорі незалежності Республіки Казахстан були потрібні висококваліфіковані кадри, які мали проводити подальші реформи. Вперше в історії держав пострадянського простору талановитій молоді була надана можливість здобувати освіту за кордоном.
Постановою Кабінету Міністрів Республіки Казахстан від 13 грудня 1993 року N 1245 засновано Республіканську комісію з підготовки кадрів за кордоном .
У 1994 група казахстанських студентів вперше вирушила   на навчання в закордонні вузи.
1997 рік - одна з основних віх у розвитку країни. Глава держави представив Стратегію розвитку Казахстану до 2030 року. Для ефективної реалізації цілей і завдань Стратегії зміни були внесені і до Програми «Болашақ». Було розроблено Положення, затверджене Указом Президента Республіки Казахстан від 3 березня 1997 року № 3375, яке зачіпало процедури прийому документів та відбору претендентів, а також передбачало працевлаштування стипендіатів в державні органи і організації Республіки Казахстан після завершення повного курсу навчання.
Також вимагав рішення питання про диспропорції в напрямках навчання. У 1994-1997 рр. стипендія присуджувалася  випускникам економічних і гуманітарних факультетів казахстанських вузів. Випускники технічних факультетів були представлені в програмі  мало. Це було пов'язано з тим, що навчальними планами технічних спеціальностей передбачалося вивчення іноземних мов в меншому обсязі в порівнянні з навчальними планами економічних і гуманітарних спеціальностей.
Перші роки реалізації програми стипендіати навчалися тільки в чотирьох країнах (США, Велика Британія, Німеччина і Франція). Згодом географія країн навчання розширювалася в зв'язку з розвитком співпраці із закордонними вищими навчальними закладами, і з внесенням доповнень до Правил відбору претендентів.
З 2000 року, відповідно до Указу Президента Республіки Казахстан претенденти з інженерною технічною освітою отримали право брати участь у конкурсі без урахування вимоги про вільне володіння однією з іноземних мов.
У 2005 році Глава держави   оголосив про необхідність щорічного надання трьом тисячам молодих і талановитих казахстанців можливості навчання в провідних навчальних закладах світу.
Для реалізації поставлених завдань Постановою Уряду Республіки Казахстан № 301 від 4 квітня 2005 року була засновано Акціонерне Товариство «Центр міжнародних програм».
Починаючи з 2008 року, науковим і педагогічним працівникам надається можливість проходження наукових стажувань, а також введені квоти для сільської молоді, державних службовців, наукових і педагогічних працівників.
З метою підвищення якості освіти, одержуваного в рамках програми, проводиться скорочення Списку провідних іноземних вищих навчальних закладів,  які рекомендуються для навчання і проходження наукового стажування.
З 2011 року припинено навчання за програмою бакалаврат Запроваджено програмно-цільовий механізм (укладання тристоронніх договорів між роботодавцем, стипендіатом і АТ «Центр міжнародних програм»).
З 1993 по 2013 рр. Міжнародна стипендія «Болашақ» присуджена 10346 казахам для навчання в 200 найкращих вишах 33 країн світу.
У 2001 болашаковцями створена Асоціація стипендіатів Міжнародної стипендії Президента РК «Болашак» (Асоціація «Болашак»)
29 листопада 2013 року в місті Астана пройшов ювілейний Форум стипендіатів програми «Болашақ» за участю Президента Н. Назарбаєва, присвячений 20-річчю програми .

## Процедура отримання стипендії
Для отримання стипендії необхідно пройти конкурс.
Вимоги до претендента прості - високий середній бал атестата або диплома, знання державної та іноземної мов. На першому етапі перевіряють відповідність всіх документів, середні бали і т. д. Потім проходить тестування з іноземної та державному мов. Тестування на рівень знання казахської мови проходить за допомогою програми Казтест - аналога TOEFL. Після успішного проходження мовних тестувань претендент проходить співбесіду з представниками вищих навчальних закладів, чиновниками від МОНу і психологами.

## Республіканська комісія з підготовки кадрів за кордоном
Республіканська комісія з підготовки кадрів за кордоном (далі - Республіканська комісія) є консультативно-дорадчим органом при Президентові Республіки Казахстан і створюється з метою реалізації заходів з питань міжнародної стипендії Президента Республіки Казахстан "Болашак" .
Склад республіканської комісії затверджується Президентом Республіки Казахстан. Очолює республіканську комісію Державний секретар Республіки Казахстан. Заступником голови Республіканської комісії є Міністр освіти і науки Республіки Казахстан, секретарем - віце-міністр освіти і науки Республіки Казахстан.
Робочим органом Республіканської комісії є Міністерство освіти і науки Республіки Казахстан.

### Завдання Республіканської комісії
- визначення загальної стратегії підготовки кадрів за кордоном;
- прийняття рішення про присудження міжнародної стипендії «Болашак», прийняття відмови від міжнародної стипендії «Болашак» відповідно до Правил відбору претендентів для присудження міжнародної стипендії «Болашак», а також рішення про надання відстрочки для здійснення трудової діяльності за фахом, отриманої в рамках міжнародної стипендії «Болашак», на території Республіки Казахстан;
- затвердження переліку пріоритетних спеціальностей для присудження міжнародної стипендії «Болашак»;
- щорічне встановлення кількості міжнародної стипендії «Болашак» для  осіб, визначених Правилами відбору;
- забезпечення координації питань працевлаштування випускників програми «Болашак».
- здійснення інших функцій, що не суперечать законодавству Республіки Казахстан.

### Склад Республіканської комісії
- Державний секретар Республіки Казахстан - голова
- Міністр освіти і науки Республіки Казахстан - заступник голови
- віце-міністр освіти і науки Республіки Казахстан - секретар
- заступник Керівника Адміністрації Президента Республіки Казахстан
- голова Агентства Республіки Казахстан у справах державної служби та протидії корупції
- Міністр закордонних справ Республіки Казахстан
- Міністр юстиції Республіки Казахстан
- Міністр сільського господарства Республіки Казахстан
- Міністр охорони здоров'я і соціального розвитку Республіки Казахстан
- Міністр з інвестицій та розвитку Республіки Казахстан
- Міністр фінансів Республіки Казахстан
- Міністр культури і спорту Республіки Казахстан
- Міністр енергетики Республіки Казахстан
- Міністр національної економіки Республіки Казахстан
- голова Комітету з соціально-культурному розвитку і науці Сенату Республіки Казахстан
- голова Комітету з соціально-культурному розвитку Мажилісу Парламенту Республіки Казахстан
- завідувач Відділом державної служби та кадрової політики Адміністрації Президента Республіки Казахстан
- завідувач Соціально-економічним відділом Канцелярії Прем'єр-Міністра Республіки Казахстан

## Факти про програму
- 74% болашаковців  працюють в  державних органах [4]
- За всю історію програми «Болашак» за неуспішність були відраховані 68 осіб.
- 47 стипендіантів вирішили не повертатися на батьківщину (2013) [5]

## Стипендіати
- Бішімбаєв, Куандик Валіхановіч
- Маеміров, Асхат Максимович
- Дусматова Гульнара Абдулаївна
- Байбеков  Бауиржан Кидиргаліули
- Махмет  Айдар Алімжанович
- Сулейменов  Тимур Муратович
- Абдрахімов  Габідулла Рахматуллаевич
- Кожахметов  Асилбек Базарбаевич
- Ногайбаєв  Чингіз Ідрісович
- МАКЕН  Бахтіяр Макенули
- Кульгин Алтай Сейдіровіч

## Критика
Голова Казкосмоса Талгат Мусабаєв скептично віднісся до стипендіатів-большаковців. На його думку,  рівень знань невисокий,  "англійську мову вивчили в пивбарах, вони кращими фахівцями не стали. "Болашаковци" різні бувають, тому ми в основному беремо розумних, не так багато " 